# Kyle Beckerman
Kyle Robert Beckerman (Crofton, 23 de abril de 1982) es un exfutbolista estadounidense, también poseedor del pasaporte alemán, que jugaba como centrocampista.

## Trayectoria
Beckerman es producto de la Academia IMG, la cual ha producido a otros grandes futbolistas estadounidenses como Landon Donovan, DaMarcus Beasley y Oguchi Onyewu. Luego de dejar la academia y fichar con la MLS se unió al Miami Fusion, pero jugó muy poco en sus primeros dos años con el club, en gran parte debido a que se rompió la pierna a principios de su segundo año en el club.
Gracias a sus actuaciones, tanto con la selección nacional como con su club en la Major League Soccer, Beckerman fue uno de los seis nominados al premio al Futbolista del Año en Estados Unidos en noviembre de 2014.
El 21 de diciembre de 2020 anunció su retirada tras 21 años jugando en la Major League Soccer, 14 de ellos con el Real Salt Lake. En el momento de colgar las botas era el jugador que más partidos había jugado en la historia de la liga en su fase regular, así como el que más veces había salido de titular y el jugador de campo que más minutos había disputado.

## Selección nacional

### Selecciones menores
Beckerman representó a Estados Unidos en varias categorías muy conocidas mundialmente. Hizo su debut en competiciones internacionales en 1997 con la selección sub-16 en un partido contra Francia. Con la selección sub-17 terminaría jugando un total de 40 partidos, siendo titular en 36 de ellos y anotando 15 goles. Seis de estos partidos vinieron en la Copa Mundial de Fútbol Sub-17 de 1999 en Nueva Zelanda, en la que Estados Unidos terminó en cuarto lugar. También jugó para la selección sub-23 en el Torneo Preolímpico de la Concacaf de 2004.

### Selección absoluta
Beckerman hizo su debut con la selección absoluta de los Estados Unidos el 20 de enero de 2007 en un amistoso ante Dinamarca. Meses después fue incluido en la plantilla de jugadores que participó de la Copa América 2007, jugando en dos partidos en dicho torneo. En julio de 2009 jugó la Copa de la Oro de Concacaf, jugando como titular los seis partidos de Estados Unidos. Anotó su primer gol internacional en el torneo en el partido por cuartos de final ante Panamá. El 27 de agosto de 2009 fue convocado para dos partidos clasificatorios para la Copa Mundial de 2010 en septiembre, ante El Salvador y Trinidad y Tobago, ingresando en el segundo tiempo del primero.
Beckerman regresó a la selección estadounidense en agosto de 2011 cuando fue llamado por el nuevo técnico Jürgen Klinsmann para jugar su primer partido al mando de la selección estadounidense.
El 27 de junio de 2013 fue incluido en la lista final de 23 jugadores que representarán a Estados Unidos en la Copa de Oro de la Concacaf de ese año. Beckerman fue instrumental en la obtención del título para los estadounidenses, desempeño que culminó con su nombramiento como el jugador más valioso de la final el 28 de julio de 2013 frente a Panamá.
El 12 de mayo de 2014, el entrenador de la selección estadounidense Jürgen Klinsmann incluyó a Beckerman en la lista provisional de 30 jugadores con miras a la Copa Mundial de Fútbol de 2014. Finalmente, fue incluido en la lista definitiva de 23 jugadores el 22 de mayo. Beckerman fue titular en los primeros tres partidos de su selección, aunque no vio acción en último partido de los Estados Unidos en los octavos de final.

### Participaciones en la Copa América
| Copa                         | Sede           | Resultado    |
| ---------------------------- | -------------- | ------------ |
| Copa América 2007            | Venezuela      | Primera fase |
| Copa América Centenario 2016 | Estados Unidos | Cuarto lugar |

### Participaciones en la Copa de Oro de la Concacaf
| Copa                            | Sede                    | Resultado  |
| ------------------------------- | ----------------------- | ---------- |
| Copa de Oro de la Concacaf 2009 | Estados Unidos          | Subcampeón |
| Copa de Oro de la Concacaf 2013 | Estados Unidos          | Campeón    |
| Copa de Oro de la Concacaf 2015 | Estados Unidos · Canadá | Semifinal  |

### Participaciones en Copas del Mundo
| Mundial                        | Sede   | Resultado        |
| ------------------------------ | ------ | ---------------- |
| Copa Mundial de Fútbol de 2014 | Brasil | Octavos de final |

## Clubes
| Club            | País           | Año       |
| --------------- | -------------- | --------- |
| Miami Fusion    | Estados Unidos | 2000-2001 |
| Colorado Rapids | Estados Unidos | 2002-2007 |
| Real Salt Lake  | Estados Unidos | 2007-2020 |

### Estadísticas
Actualizado el 14 de noviembre de 2015.
| Club                           | Div.          | Temporada     | Liga  | Liga  | Liga   | Play's Off | Play's Off | Play's Off | Torneos internacional | Torneos internacional | Torneos internacional | Total | Total | Total  |
| Club                           | Div.          | Temporada     | Part. | Goles | Asist. | Part.      | Goles      | Asist.     | Part.                 | Goles                 | Asist.                | Part. | Goles | Asist. |
| ------------------------------ | ------------- | ------------- | ----- | ----- | ------ | ---------- | ---------- | ---------- | --------------------- | --------------------- | --------------------- | ----- | ----- | ------ |
| Miami Fusion Estados Unidos    |               |               |       |       |        |            |            |            |                       |                       |                       |       |       |        |
| 1.ª                            | 2000          | 2             | 1     | 0     | -      | -          | -          | -          | -                     | -                     | 2                     | 1     | 0     |        |
| 1.ª                            | 2001          | 1             | 0     | 0     | -      | -          | -          | -          | -                     | -                     | 1                     | 0     | 0     |        |
| Total club                     | Total club    | 3             | 1     | 0     | -      | -          | -          | -          | -                     | -                     | 3                     | 1     | 0     |        |
| Colorado Rapids Estados Unidos | 1.ª           | 2002          | 14    | 0     | 1      | -          | -          | -          | -                     | -                     | -                     | 14    | 0     | 1      |
| Colorado Rapids Estados Unidos | 1.ª           | 2003          | 28    | 0     | 5      | 2          | 0          | 1          | -                     | -                     | -                     | 30    | 0     | 6      |
| Colorado Rapids Estados Unidos | 1.ª           | 2004          | 29    | 1     | 2      | 2          | 0          | 0          | -                     | -                     | -                     | 31    | 1     | 2      |
| Colorado Rapids Estados Unidos | 1.ª           | 2005          | 30    | 1     | 4      | 3          | 0          | 0          | -                     | -                     | -                     | 33    | 1     | 4      |
| Colorado Rapids Estados Unidos | 1.ª           | 2006          | 31    | 7     | 2      | 3          | 0          | 2          | -                     | -                     | -                     | 34    | 7     | 4      |
| Colorado Rapids Estados Unidos | 1.ª           | 2007          | 13    | 1     | 2      | -          | -          | -          | -                     | -                     | -                     | 13    | 1     | 2      |
| Colorado Rapids Estados Unidos | Total club    | Total club    | 145   | 10    | 16     | 10         | 0          | 3          | -                     | -                     | -                     | 155   | 10    | 19     |
| Real Salt Lake Estados Unidos  | 1.ª           | 2007          | 15    | 2     | 1      | -          | -          | -          | -                     | -                     | -                     | 15    | 2     | 1      |
| Real Salt Lake Estados Unidos  | 1.ª           | 2008          | 30    | 3     | 2      | 3          | 0          | 0          | -                     | -                     | -                     | 33    | 3     | 2      |
| Real Salt Lake Estados Unidos  | 1.ª           | 2009          | 25    | 3     | 2      | 4          | 0          | 1          | -                     | -                     | -                     | 29    | 3     | 3      |
| Real Salt Lake Estados Unidos  | 1.ª           | 2010          | 22    | 2     | 3      | 2          | 0          | 0          | -                     | -                     | -                     | 24    | 2     | 3      |
| Real Salt Lake Estados Unidos  | 1.ª           | 2011          | 29    | 3     | 9      | 3          | 0          | 0          | -                     | -                     | -                     | 32    | 3     | 9      |
| Real Salt Lake Estados Unidos  | 1.ª           | 2012          | 30    | 4     | 4      | 2          | 0          | 0          | -                     | -                     | -                     | 32    | 4     | 4      |
| Real Salt Lake Estados Unidos  | 1.ª           | 2013          | 26    | 4     | 6      | 5          | 0          | 1          | -                     | -                     | -                     | 31    | 4     | 7      |
| Real Salt Lake Estados Unidos  | 1.ª           | 2014          | 28    | 3     | 3      | 2          | 0          | 0          | -                     | -                     | -                     | 30    | 3     | 3      |
| Real Salt Lake Estados Unidos  | 1.ª           | 2015          | 26    | 1     | 2      | -          | -          | -          | -                     | -                     | -                     | 26    | 1     | 2      |
| Real Salt Lake Estados Unidos  | Total club    | Total club    | 231   | 25    | 32     | 21         | 0          | 2          | -                     | -                     | -                     | 254   | 25    | 33     |
| Total carrera                  | Total carrera | Total carrera | 379   | 36    | 48     | 31         | 0          | 5          | -                     | -                     | -                     | 412   | 36    | 53     |

## Palmarés

### Títulos nacionales
| Título         | Club           | País           | Año  |
| -------------- | -------------- | -------------- | ---- |
| Conference Cup | Real Salt Lake | Estados Unidos | 2009 |
| MLS Cup        | Real Salt Lake | Estados Unidos | 2009 |